# Косткі-Малі
Косткі-Малі (пол. Kostki Małe) — село в Польщі, у гміні Бусько-Здруй Буського повіту Свентокшиського воєводства.
Населення — 154 особи (2011).
У 1975-1998 роках село належало до Келецького воєводства.

## Демографія
Демографічна структура на день 31 березня 2011 року:
|          | Загалом | Допрацездатний вік | Працездатний вік | Постпрацездатний вік |
| -------- | ------- | ------------------ | ---------------- | -------------------- |
| Чоловіки | 78      | 25                 | 46               | 7                    |
| Жінки    | 76      | 22                 | 42               | 12                   |
| Разом    | 154     | 47                 | 88               | 19                   |